# Cubaris albolateralis
Cubaris albolateralis är en kräftdjursart som beskrevs av Walter E. Collinge 1916. Cubaris albolateralis ingår i släktet Cubaris och familjen Armadillidae. Inga underarter finns listade i Catalogue of Life.